# Quilcapuncu (distrito)
Quilcapuncu é um distrito do Peru, departamento de Puno, localizada na província de San Antonio de Putina.

## História
O então Presidente da República, Alan García, baixou o decreto de 26 de novembro de 1986, criou o distrito da Quilcapuncu.

## Alcaides
- 2011-2014: Marino Catacora Ticona.
- 2007-2010: Leonardo Lipa Alvarez.

## Festas
- Cruz de Maio
- Santo António de Lisboa
- Todos Santos

## Transporte
O distrito de Quilcapuncu é servido pela seguinte rodovia:
- PU-115, que liga a cidade de Huatasani ao distrito
- PE-34H, que liga o distrito de San Pedro de Putina Punco (e a Fronteira Bolívia-Peru, Parque Nacional Madidi) à cidade de Juliaca[1][2][3]